# Miriam Wagner (Bobfahrerin)
Miriam Maria Wagner (* 30. August 1989 in Meerane) ist eine ehemalige deutsche Bobfahrerin.

## Leben
Miriam Wagner kam über ihren Leichtathletiktrainer zum Bobsport. Ihr Heimatverein war der Bob-Race-Club (BRC) in Riesa, seit Sommer 2015 startet sie für dessen Nachfolger BSC Sachsen Oberbärenburg.
Sie begann ihre Karriere als Bremserin im Team von Carolin Zenker. Seit 2009 fährt sie als Pilotin des Bobteams Wagner beim Europacup. 2010 bis 2013 hat sie dort jeweils den zweiten Platz belegt. Auch den Deutschen Junioren-Meistertitel 2011/2012 konnte sie für sich entscheiden. Die größten Erfolge bisher waren die Siege bei den Junioren-Weltmeisterschaften in Igls in der Saison 2012/13 und 2013/14 in Winterberg. Bei der Bob-Weltmeisterschaft 2013 in St. Moritz fuhr sie auf den 7. Platz. Ihre Stammbremserin ist Franziska Fritz. Miriam Wagner begann 2010 die Ausbildung zur Polizeimeisterin bei der Polizei Sachsen.